# Alexander Shulginov
Alexander Shulginov (Александр Валерьевич Шульгинов), né le 1er mars 1998 est un patineur de vitesse sur piste courte russe. Il a participé aux jeux olympiques d'hiver de 2018. Il a remporté une médaille de bronze aux championnats d'Europe de patinage de vitesse sur piste courte 2019 avec l'équipe de Russie en 5000 m relais.